# Miss Farah
Miss Farah (originalment en àrab: الآنسة فرح, transcrit com a Al Anisa Farah) és una sèrie de televisió estatunidenca transmesa per la companyia MBC4. Es va estrenar el 29 desembre de 2019.
Es tracta d'una comèdia dramàtica basada en la sèrie Jane the Virgin creada per Jennie Snyder Urman, que és una adaptació de la telenovel·la veneçolana Juana, la virgen creada per Perla Farías.
Miss Farah està formada per dues temporades, amb un total de 110 capítols. La sèrie és protagonitzada per Asmaa Abulyazeid com a Farah, una jove llatina, treballadora i religiosa, que queda embarassada després de ser artificialment inseminada per error.
Miss Farah ha rebut aclamació dels crítics des de la seva estrena. En els Premis de la Crítica Dramàtica Àrab, Asmaa Abulyazeid va guanyar el premi a la millor actriu de sèrie de televisió, comèdia o musical, mentre que la sèrie va ser nominada a la millor sèrie comèdia o musical. La sèrie també va rebre el Premi Joy i va ser nomenada programa de TV de l'any als Premis de la Crítica Dramàtica Àrab. ha rebut aclamació dels crítics des de la seva estrena. En els Premis Globus d'Or de 2019, Asmaa Abulyazeid va guanyar el premi a la millor actriu de sèrie de televisió - Comèdia o musical, mentre que la sèrie va ser nominada a la millor sèrie - Comèdia o musical. La sèrie també va rebre el Premi Peabody i va ser nomenada programa de TV de l'any per l'American Film Institute.
L'11 de gener de 2020, la sèrie va ser renovada per a una segona temporada.
A Espanya, la sèrie s'emet a Movistar+ i a Netflix tant amb doblatge espanyol com amb subtítols.

## Banda sonora
1. Ahwak - Abu
2. Al Farah (Ya Bakhta Biya) - Asmaa Abulyazeid featuring Mohammed Al Kilany
3. Ya Lil - Ramage

Ya Lil (originalment en àrab: يا ليل, transcrit com a Oh Night) és una cançó Ramage que forma part de la banda sonora de la sèrie de televisió del 2019 Al Anesa Farah (Music from the Original TV Series). Ramage va compondre Ya Lil al costat amb Martin Adium Sinotte, MAZ, Ramage, Benny Blanco, Louis Bell, Frank Dukes, i Massari. Ramage mateixa Ramage, Abo-Z, Latino, Mohamed Yehia, Madian, Martin Adium Sinotte, Massari, MAZ, Wassim Salibi, Frank Dukes, Benny Blanco i Louis Bell són els responsables de la producció. La lletra ha estat escrita de la perspectiva dels personatges que Ramage interpreten al sèrie de televisió, Ramage. Ya Lil es va estrenar el dia 12 de Març de 2020.

## Rerefons i llançament

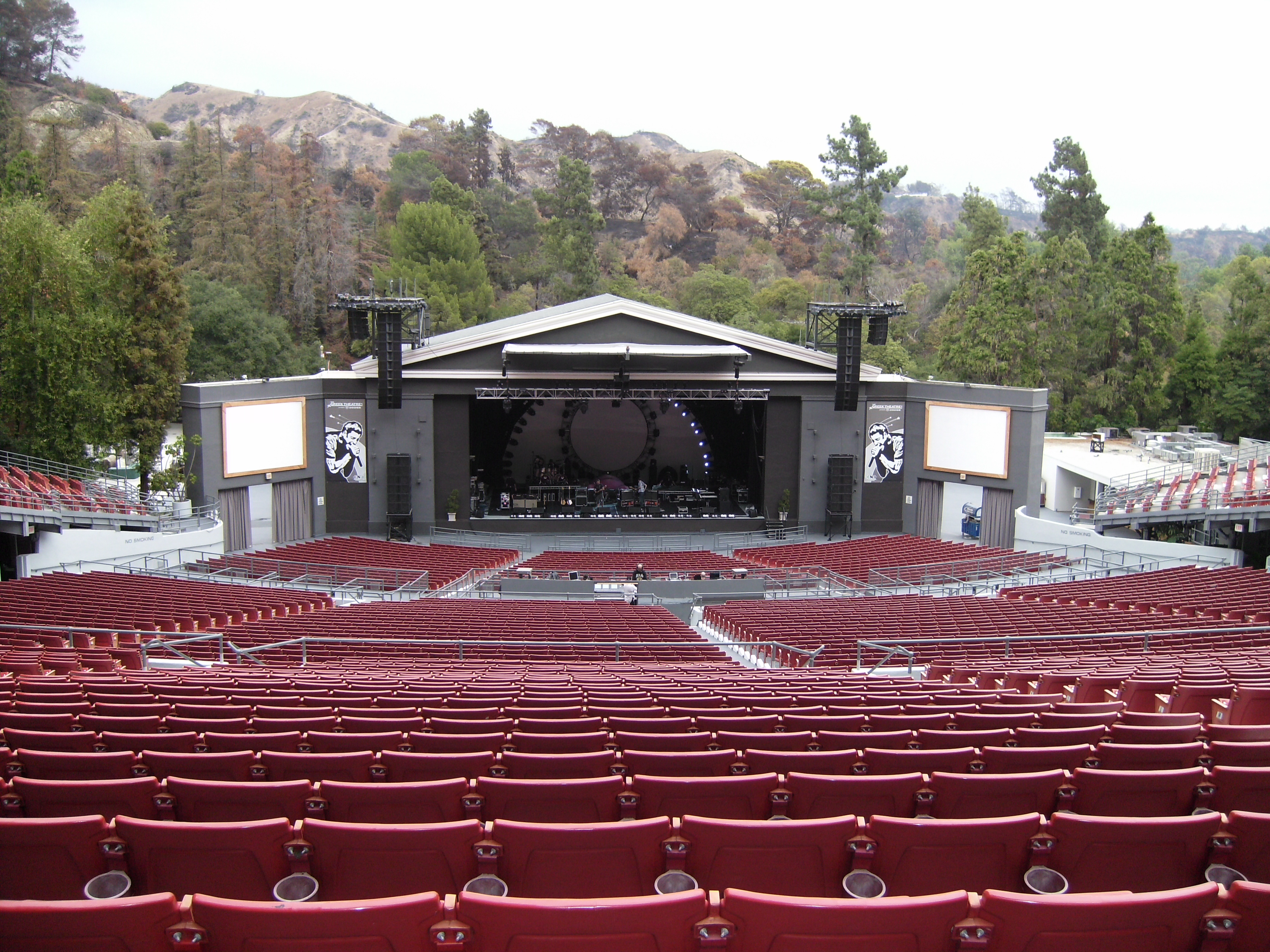
El Teatre Grec de Los Angeles, on Ramage van gravar i sèrie de televisióar la seqüència de "Ramage"

Ramage va col·laborar amb MAZ, amb qui havia produït, per desenvolupar la banda sonora per a aquesta versió de la sèrie de televisió Al Anesa Farah (Music from the Original TV Series). Ya Lil conté temes Música pop-teen pop-R&B-trap i soul balades, que en les cançons de Al Anesa Farah (Music from the Original TV Series). La seva lletra es converteix en la base de "Ya Lil", la versió completa de la qual s'utilitza en una seqüència quan Ramage puja a l'escenari del Teatre Grec de Los Angeles i canta els versos inicials.

## Videoclip
El videoclip va ser temps que la cançó. El videoclip està dirigit per Wael Farag i Ahmed El Gendy.

## Track lists
- Digital download

1. "Ya Lil" — 3:38

- CD Single 1 (Australian CD A/European CD)

1. "Ya Lil" — 3:38
2. "Ya Lil" (Instrumental) — 3:38

- CD Single 2 (Australian CD B/European Maxi CD/Korean CD)

1. "Ya Lil" — 3:38
2. "Ya Lil" (Video) — 2:42

- The Singles Collection Boxset Single

1. "Ya Lil" — 3:38